# توكانتينس
توكانتينس (بالبرتغالية: Tocantins‏) هي إحدى ولايات البرازيل. (من: Tukã الطوقان + tï المنقار، وتعني حرفيا «منقار الطوقان» في لغة توبي). وهي أحدث ولايات البرازيل السبع والعشرين، وتم تأسيسها في عام 1988، وتشمل ما كان سابقا خمسي ولاية غوياس.  تغطي ولاية توكانتينس مساحة 277,620.91 كيلومتر مربع (107,190.03 ميل مربع) ويبلغ عدد سكانها 1,496,880 نسمة (حسب تعداد عام 2014).  بدأت عملية بناء عاصمتها، بلمس، في عام 1989؛ ويرجع تاريخ معظم المدن الأخرى في الولاية إلى الفترة الاستعمارية البرتغالية. وباستثناء أراغواينا هناك عدد قليل من المدن الأخرى في الولاية ذات تعداد كبير من السكان. وقد استثمرت الحكومة في عاصمة جديدة، وسد رئيسي للطاقة الكهرومائية وسكك حديدية وبنية تحتية لتطوير المنطقة التي تعتمد على القطاع الزراعي.
اجتذبت ولاية توكانتينس مئات الآلاف من السكان الجدد، في المقام الأول إلى مدينة بالماس. تم بناء المدينة على موارد الطاقة المائية. تستنزف أنهار أراغوايا وتوكانتين أكبر مستجمعات المياه التي تقع بكاملها داخل الأراضي البرازيلية. تم إقامة سد على ريو توكانتينس لتوليد الطاقة الكهرمائية، ما صنع هذا خزانا كبيرا أصبح فيما بعد مركزا للاستجمام. تقع توكانتينس في المنطقة الوسطى من البلاد، وبهذا فهي تمتلك خصائص حوض الأمازون، وكذلك المراعي شبه المفتوحة، والمعروفة باسم سيرادو cerrado. و تقع بها جزيرة بانانال (Ilha do Bananal)، في الجنوب الغربي من الدولة، هي أكبر جزيرة نهرية في العالم.  توكانتينس هي أيضا موطن منتزه أراغوايا الوطني، ومحميات كاراجاس الهندية، وحديقة جالاباو، والتي تبعد 250 كيلومتر (160 ميل) من بالماس. تصنع الأنهار هناك واحات في المنطقة الجافة، وهي تجذب العديد من السياح في المنطقة.

## أعلام
- غوستافو توكانتينس